# ウィロビー・チェイスのおおかみ
『ウィロビー・チェイスのおおかみ』（The Wolves of Willoughby Chase）は、ジョーン・エイケン作の1963年の児童文学小説作品及び1989年製作のイギリス映画。

## 小説
ジョーン・エイケン作の「おおかみ年代記」シリーズの第1作で、後にイギリスで映画化された作品。19世紀の狼が多く棲息していたヨークシャー地方のウィロビー・チェイスを舞台に、2人の少女が体験する冒険を描いている。
この小説では、多くの狼がヨーロッパとロシアの寒さから逃れるためにイギリス海峡の間のトンネルを通ってイギリス国内に入りこみ、イギリス国内で住人を脅えさせているという設定が使われている。

### あらすじ
ウィロビー・チェイスの領主であるウィロビー侯爵とウィロビー公爵夫人グリーンの娘であるボニー・グリーンとシルビア・グリーンは豪華な屋敷に暮らしていた。あるとき、ウィロビー公爵夫人は夫であるウィロビー公爵と共に地中海沿岸へ休養に出向くことになった。ボニーとシルビアたちは両親の留守中にウィロビー公爵夫人の亡くなった姉の娘（従姉妹）であり家庭教師でもあるレティシア・スライカープ嬢が世話をすることになり、彼女は屋敷に招かれた。
しかし財産の相続権を持つスライカープ嬢は2人の捕獲を企み、屋敷の使用人を全員解雇しグリーン夫人のガウンを我が物のように羽織って2人に迫るに至り、2人は脱走を図る。ボニーたちの友人で孤児のサイモン（第2作「バターシー城の悪者たち」の主人公）も絡み冒険が繰り広げられる。

## 映画
ジョーン・エイケンの本作を原作として1989年にイギリスで製作された映画。

### スタッフ
- 監督: スチュアート・オーム
- 製作: マーク・フォーステイター
- 原作: ジョーン・エイケン
- 脚本: ウィリアム・M・エイカーズ
- 音楽: コリン・タウンズ
- 撮影: ポール・ビーソン
- 編集: マーティン・ウォルシュ
- 字幕: 額田やえ子

### キャスト
| 役名                               | 俳優                       | 日本語吹替 |
| ---------------------------------- | -------------------------- | ---------- |
| スライカープ                       | ステファニー・ビーチャム   | 弥永和子   |
| グリムショウ                       | メル・スミス               | 西尾徳     |
| ボニー                             | エミリー・ハドソン         | 渕崎ゆり子 |
| シルヴィア                         | アレクス・ダロウスカ       | 笠原弘子   |
| ブリスケット夫人                   | ジェラルディン・ジェームズ |            |
| サイモン                           | リントン・ディアーデン     |            |
| ジェームズ                         | リチャード・オブライエン   | 田原アルノ |
| パターン                           | ジェーン・ホロックス       |            |
| グリーン夫人（ウィロビー侯爵夫人） | エレノア・デヴィッド       |            |
| ウィロビー侯爵                     | ジョナサン・コイ           | 小島敏彦   |